# Fraire de Joi e sor de Plaser

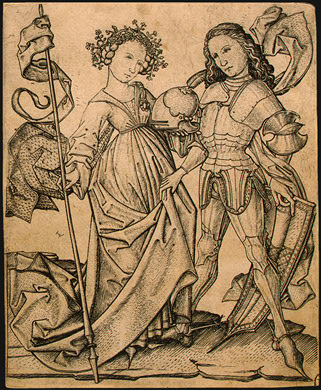
Cavaller i donzella

Fraire de Joi e sor de Plaser, és un relat anònim del segle xiv (c. 1320-1340), compost en vers en provençal amb influències del català, o en català antic. La trama del relat prefigura el conte de la Bella Dorment.
L'autor roman anònim i al respecte hi ha dues hipòtesis. Segons la primera seria un català que va intentar escriure en occità provençal, llengua literària prestigiosa a l'època, segons la segona seria un occità, malgrat les irregularitats lingüístiques del seu text.

## Trama
Sor de Plaser, «germana de plaer», filla de l'emperador de Gint-Senay cau misteriosament en un estat sobrenatural en què, si bé sembla morta, el seu cos no es corromp. Els seus pares, en comptes de sepultar-la, la mantenen a una torre aïllada per fossars impenetrables enmig d'un entorn paradisíac. El príncep de Florianda, fraire de Joi, «germà d'alegria», sent parlar de la bellesa de la noia i se n'enamora sense veure-la. Amb l'ajuda de la màgia de Virgili, el jove arriba a la torre, entra i intercanvia anells amb la jove adormida. També té relacions sexuals amb el seu cos i la deixa embarassada. Gràcies a l'ajuda d'un ocell que parla amb eloqüènci, regalat a fraire de Joi per Virgili, la noia és reanimada màgicament i descobreix que no només ha perdut la seva virginitat sinó que ara té un fill il·legítim. L'ocell finalment la convenç de casar-se amb fraire de Joi. El fill de tots dos és anomenat Joi de Plaser, «alegria de plaer». Les noces se celebren fastuosament i en presència de reis, emperadors, Virgili, el Preste Joan i el papa.

## Característiques de l'obra
El relat és un clar antecedent del de la Bella Dorment. No és l'únic, ja que el tòpic de la donzella adormida eternament i despertada per un home que es converteix en el seu espòs també apareix en l'episodi de Zellandine i Troilo —en el Perceforest— i en el de Brianda i Blandín -en el Blandín de Cornualla-, però és el primer, en la literatura europea, que el presenta de manera independent, i no el marc d'un relat més ampli.
El relat és la història d'un amor predestinat, que s'evidencia ja des dels elements lingüístics, com la paritat dels noms dels amants, que se sintetitzen després en el nom del fill de tots dos, i l'intercanvi d'anells amb inscripcions previ a la violació del príncep a la princesa. L'anell d'ella té inscrites les paraules:
| Anell suy de Sor de Plaser,/Qui m'aura leys pora aver,/Per amor, ab plazer viuen,/Ca ach de joy pres complimen. | Sóc l'anell de Sor de Plaser,/qui em tingui a ella podrà tenir,/per amor, amb viu plaer,/quan hagi complert la seva alegria. |

Per la seva banda, el del príncep resa:
| Anell de Frayre de Joy suy,/Qui m'aura leys amaray,/No jes guisa de vilan,/Mas com a fill de rey presan. | Sóc l'anell de Frayre de Joy,/a qui em tingui estimaré,/no a la manera d'un de poble,/sinó com el fill d'un rei. |